# Nachhall
Der Ausdruck Nachhall oder umgangssprachlich kurz Hall bezeichnet im Unterschied zum Echo kontinuierliche Reflexionen von Schallwellen (Schallreflexionen) in einem geschlossenen Raum oder in einem natürlich begrenzten Bereich.
Nachhall spielt auch bei Aktiv-Sonar eine große Rolle. Dieses wird unter Wasserschall behandelt.

Darstellung des Zustandekommens der verschiedenen Halltypen:
rot: Direktschall, grün: frühe Reflexionen von den Wänden, blau: der Nachhall

## Geschichte

Wallace Sabine, dessen Sabine’sche Formel als Grundgleichung für den Nachhall gilt

Mit dem Beginn des Rundfunks in den 1920er Jahren kam rasch die Frage auf, wie man Räume mit verschiedenen akustischen Anmutungen ausstatten konnte. Bereits um 1925 kleidete die BBC die Wände ihrer Sprecherräume mit Schall absorbierenden Materialien aus. Es entstanden die ersten „schalltoten“, in der Aufnahmetechnik „trocken“ genannten Räume. Obgleich deren neutraler Klangcharakter für die Nachrichten, Kommentare und Programmansagen angebracht schien, wünschte man sich für andere Anwendungen mehr Raumgefühl, also mehr Schallreflexionen, mehr Hall.
Gleichzeitig interessierten sich Physiker nach etwa vierzig Jahren Forschungsstillstand wieder für die Disziplin der Akustik. Die Pionierarbeiten über Raumakustik von Wallace Clement Sabine quantifizierten Schallreflexionen, und 1928 schrieb die Times, dass aufgrund der neuen Forschungen die Konzepte von Sende- und Empfangsräumen neu überdacht werden müssten. Wegen der typischerweise kleinen Wohnungen der Rundfunkhörer könne da kein Hall erzeugt werden. Also änderte man die Abdämmung auf Studioseite und setzte spezielle „Echoräume“ ein, um ein größeres Raumgefühl zu simulieren.
Heute wird der reflexionsarme, „schalltote“ Raum nur noch in Hörspielproduktionen eingesetzt. Normale Nachrichtenstudios mit ihren Nahbesprechungsmikrofonen vermitteln durchaus den Eindruck eines, wenn auch kleinen Raums.

## Physik des Nachhalls
Von einer Quelle ausgesendeter Schall wird von verschiedenen Flächen in Abhängigkeit von deren Oberflächenbeschaffenheit reflektiert. Glatte, schallharte Flächen werfen den Schall ähnlich zurück wie ein Spiegel das Licht. Dabei ist der Einfallswinkel gleich dem Ausfallswinkel (Reflexionswinkel). Bei rauen Strukturen hingegen erfolgt der Rückwurf in viele Richtungen. Je rauer ein Material ist, desto diffuser wirft es diesen Schall wieder zurück. Dieser Reflexionsgrad ist frequenzabhängig und von der Beschaffenheit des Materials abhängig. Hartes Material absorbiert die Schallwellen kaum, weiches dagegen stärker. In großen Räumen ohne Absorptionsflächen wie Kirchen, Schwimmhallen oder großen Höhlen lässt sich Nachhall gut beobachten, falls keine zusätzlichen Maßnahmen zur Absorption getroffen wurden.
Nachhall entsteht als Folge wiederholter Schallreflexionen, die mit der Zeit schwächer werden. Die Abschwächung wird zum einen dadurch verursacht, dass bei jeder Reflexion ein Teil der Energie in Wärme umgewandelt wird (da kein Material ideal schallhart ist) und zum anderen daher, dass die Ausbreitung des Schalls in der Luft verlustbehaftet ist (da die Schwingung der Luftpartikel Reibung erzeugt). Die Zeit, in welcher der Schalldruckpegel nach einem plötzlichen Verstummen der Schallquelle um 60 dB abnimmt, heißt Nachhallzeit T60, im Englischen häufiger als RT bezeichnet (reverberation time). Eine Abnahme um 60 dB entspricht einer Abnahme des Schalldrucks auf ein Tausendstel des Anfangswertes.  Die Nachhallzeit und ihre Abhängigkeit von der Frequenz liefern wichtige Informationen zur Hörsamkeit eines Raumes und seiner Eignung für Sprach- und Musikdarbietungen.
Die Sprachverständlichkeit leidet stark, wenn ein Raum zu viel Nachhall hat; je kürzer die Nachhallzeit, desto besser. Durch Signalverarbeitung wird Nachhall aus einem Sprachsignal entfernt (die „Enthallung“).
Für Musik dagegen ist Nachhall in gewissem Umfang erwünscht, da die Musik in einem zu „trockenen“ Raum unnatürlich klingt und zudem Ungenauigkeiten im Spiel zu gut hörbar sind. Für Kammermusik wird eine Nachhallzeit von etwa 1,2 bis 1,6 s erwünscht, für Orchestermusik 1,7 bis 2,2 s, für Orgelmusik noch wesentlich mehr.

### Hallradius
Befindet sich der Hörer in einem Raum nahe bei der Schallquelle, so überwiegt der Direktschall gegenüber dem indirekten Schall. Als indirekter Schall wird Schall bezeichnet, der den Hörer nur über Reflexionen erreicht. Direktschall erreicht den Hörer dagegen auf direktem Wege, ohne Umwege über Reflexionen. Nachhall gehört also zum indirekten Schall.
Da der Direktschall mit zunehmender Entfernung von der Schallquelle schwächer wird (etwa um 6 dB bei Abstandsverdopplung), der diffuse Schall (die Summe an Reflexionen) dagegen im gesamten Raum etwa konstant bleibt, lässt sich ein Abstand von der Schallquelle angeben, bei dem beide Anteile gleich stark sind. Dieser Abstand wird Hallradius rH genannt und berechnet sich über die Sabine’sche Näherungsformel:
{\displaystyle r_{\mathrm {H} }\approx 0{,}057\cdot {\sqrt {\frac {V}{T_{60}}}}}
mit
Hallradius rH in m
Raumvolumen V in m3
Nachhallzeit T60 in s

## Künstlicher Nachhall
Effektgeräte, die einen „künstlichen“ Nachhall erzeugen, können zwei Aufgaben erfüllen:
- Erzeugung eines natürlich erscheinenden Raumeffekts,
- Erzeugung eines künstlichen Nachhalleffekts, den es in der Natur so nicht gibt.

Bei der Erzeugung eines künstlichen Raumeffekts wird ein Signal so verändert, dass der Zuhörer meint, das Signal sei in einer bestimmten Räumlichkeit (ambience) entstanden und nicht im trockenen Tonstudio. Liegen mehrere Signale vor, so wird nur selten jedes einzelne mit dem genau gleichen Hall-Effekt bearbeitet, da sich sonst nicht der Eindruck räumlicher Tiefe vor dem Zuhörer einstellen würde. Eine Tiefenstaffelung erreicht man vor allem durch verschiedene Nachhallzeiten, -intensitäten und -charakteristika, durch die einzelne Signale innerhalb des Klangbildes weiter vorne oder hinten erscheinen.

### Einflussfaktoren
Eigenschaften, die den Raumeindruck des Nachhalls beeinflussen, sind:
- Anteil des Direktschalls am Schalldruckpegel;
- Anteil der frühen Reflexionen am Schalldruckpegel, sowie deren räumliche Verteilung und zeitlicher Verlauf;
- Anteil des „Nachhallausklangs“ am Schalldruckpegel sowie dessen räumliche Verteilung und zeitlicher Verlauf.

Bei Hallgeräten ist die Vorverzögerung (englisch Pre-Delay) von besonderer Bedeutung. Das ist der zeitliche Abstand zwischen Direktschall und der ersten Reflexion, was mit Anfangszeitlücke oder ITDG = Initial Time Delay Gap bezeichnet wird. Hierdurch kann die Position einer Schallquelle im Raum nachgebildet werden.
Soll aus künstlerischen oder geschmacklichen Gründen ein Signal eine besondere Note bekommen, dann wählt man den künstlichen Nachhalleffekt. Um das Signal klanglich besonders hervorzuheben, wird dem Signal ein Effekt beigemischt, der dem natürlichen Nachhall nicht entspricht, etwa bei einer Gesangsstimme.

### Typen von Nachhallgeräten
Früher wurden Nachhall-Effekte in eigenen Hallräumen (aber nicht zu Forschungszwecken wie im gleichnamigen Artikel, sondern zu Produktionszwecken) erzeugt: der Echokammer. Danach setzte man Metallfedern als Federhall oder als Hammond-Spiralen ein, die zusätzliche verzögerte Schwingungen hinzufügten. Später kamen Hallplatten aus Stahl (EMT-Nachhallplatte 1 m × 2 m) und Goldfolienhall zum Einsatz. Um die Beschaffenheit des künstlichen Halls zu quantifizieren, stellte die BBC 1955 erstmals ein Messgerät samt Messverfahren für „Artificial Reverberation“ im Rundfunkstudio vor. Es diente dem gezielten Einsatz in Hörspielproduktionen.
Heute werden Nachhalleffekte durch digitale Effekt-Prozessoren hergestellt. Komplexe Algorithmen erzeugen diesen akustischen Effekt. Dabei lassen sich die verschiedenen Attribute wie etwa Nachhallzeit, Vorverzögerung, Frequenzgang der diffusen Hallfahne, Diffusität und Raumgeometrie in Echtzeit verändern. Die Technik ist heute weit fortgeschritten und ermöglicht, bestimmte in der Realität vorhandene Räume im Nachhallverhalten recht gut nachzubilden. Raumakustik-Simulatoren werden bereits seit Anfang der 1980er Jahre in Ton- und Rundfunkstudios eingesetzt.

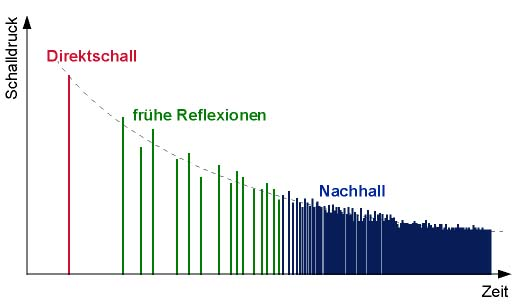
Raumimpulsantwort (Beispiel)

Noch besser gelingt dieses durch eine neuere Art der Hallerzeugung. Dabei wird die Raumimpulsantwort abgespeichert, sozusagen ein „Fingerabdruck“ der akustischen Eigenschaften eines realen Raumes. Mit diesem Fingerabdruck können nun beliebige akustische Signale versehen werden. Diese Form der Hallerzeugung nennt man auch Faltungshall, da bei der Signalerzeugung die mathematische Operation der Faltung verwendet wird. Diese Technik ist nicht allein auf das Simulieren von Räumen beschränkt, vielmehr kann jedes lineare, zeitinvariante akustische System simuliert werden, also auch Geräte wie Mikrofone.
Näherungsweise in den Amplituden simulierte Impulsantworten im WAV-Format sind frei und im Internet erhältlich.

### Umgekehrter Nachhall
Seltener kommt der Effekt eines umgekehrten Nachhalls zum Einsatz. Dabei ist etwa die Gesangsstimme bereits vor ihrem eigentlichen Einsatz als Nachhall zu hören. Da dieser Effekt nicht dem natürlichen Halleffekt entspricht, sind seine Einsatzmöglichkeiten eher gering. Ein typisches Beispiel ist Whole Lotta Love von Led Zeppelin, wo im ausgedehnten Outro Robert Plants Stimme durch den umgekehrten Nachhall bereits vor ihrem eigentlichen Einsatz zu hören ist, was manchmal als Aufnahmefehler des Tonstudios klassifiziert worden war.

## Technische Standards
In einer eigenen Norm für Tonstudios, der DIN 15996 „Bild- und Tonbearbeitung in Film-, Video- und Rundfunkbetrieben – Grundsätze und Festlegungen für den Arbeitsplatz“ (vom April 1996, letztmals geändert Mai 2008) werden sehr hohe Anforderungen an die Nachhallzeit gestellt. Um im Tonstudio Abmischungen zu erzielen, die in jedem Raum ähnlich klingen, darf der Abhörraum selbst möglichst wenig zum Klangbild beitragen. Der Regieraum sollte deshalb so neutral wie möglich sein, damit der Tonmeister nur das hört, was auf der Aufnahme ist. Um dieses Ziel zu erreichen, werden sehr kurze Nachhallzeiten benötigt. Diese Nachhallzeiten sind frequenzabhängig und werden nach DIN 15996 mit Toleranzbereichen angegeben. Dieser zulässige Toleranzbereich ist sehr eng. Dies ist nur mit sehr hohem Aufwand und unter messtechnischer Kontrolle der Baumaßnahmen zu erreichen.